# Stephen Afrifa
Stephen Afrifa (Toronto, 19 de febrero de 2001) es un futbolista canadiense que juega en la demarcación de delantero para el Sporting Kansas City de la Major League Soccer.

## Selección nacional
El 7 de septiembre de 2024 debutó con la selección de fútbol de Canadá en un encuentro amistoso contra Estados Unidos que finalizó con un resultado de 1-2 a favor del combinado canadiense tras el gol de Luca de la Torre para Estados Unidos, y de Jacob Shaffelburg y Jonathan David para el combinado canadiense.

## Clubes
| Club                    | País           | Año   | Partidos | Goles |
| ----------------------- | -------------- | ----- | -------- | ----- |
| One Knoxville SC        | Estados Unidos | 2022  | 13       | 8     |
| Sporting Kansas City II | Estados Unidos | 2023- | 11       | 1     |
| Sporting Kansas City    | Estados Unidos | 2023- | 34       | 6     |